# Der Geist des Llano estakado
Der Geist des Llano estakado ist eine Jugenderzählung des deutschen Schriftstellers Karl May, die 1888 in der Zeitschrift Der Gute Kamerad erschien. Zusammen mit der vorangehenden Erzählung Der Sohn des Bärenjägers (1887) wurde der Text 1890 in Buchform unter dem Reihentitel Die Helden des Westens veröffentlicht. Innerhalb der Reihe Karl May’s Gesammelte Werke trägt dieser Band den Titel Unter Geiern.

## Inhalt

### Gliederung Zeitschriftenausgabe
- Erstes Kapitel: Bloody-fox
- Zweites Kapitel: Die beiden „Snuffles“
- Drittes Kapitel: Ghostly hour
- Viertes Kapitel: Im „Yuavh-Kai“
- Fünftes Kapitel: The home of the ghost

### Gliederung Buchausgabe
In der Buchausgabe wurde der Text in neun Kapitel geteilt. Die Textänderungen sind vergleichsweise gering.
- Erstes Kapitel: Bloody-Fox
- Zweites Kapitel: Der Schuß in die Stirn
- Drittes Kapitel: Die beiden Snuffles
- Viertes Kapitel: Eisenherz
- Fünftes Kapitel: Ein Spion
- Sechstes Kapitel: Geisterstunde
- Siebentes Kapitel: Ben New-Moon
- Achtes Kapitel: Im „Singenden Thale“
- Neuntes Kapitel: Das Geisternest

## Handlung
Die Geschichte, die in Nordamerika spielt, handelt von Banditen, die „Die Geier“ genannt werden. Das Wort Llano Estacado bedeutet abgesteckte Ebene (auf Englisch „Staked Plain“). Um diese gefährliche „Wüste“ zu durchqueren, sind die meisten Leute auf die Pfähle, die den Weg durch die Ebene markieren, angewiesen. Die Geier setzen die Pfähle so um, dass Reisende ins Zentrum der Wüste geleitet werden und dort, vor Durst fast wehrlos, ausgeraubt werden. Verschiedene Helden versuchen, erst einzeln und dann zusammen, die Geier zu stoppen und eine große Karawane, die die Wüste durchkreuzen will, zu retten.
Wichtige Charaktere im Buch sind Die Snuffles, Eisenherz, Old Shatterhand, Winnetou und der Bärenjäger. Der Geist des Llano Estacado ist scheinbar eine mystische Person, die Mörder, Diebe und andere böse Menschen mit einem Schuss durch die Stirn tötet. Da niemand die Person gesehen hat, entsteht eine Legende, dass es ein Geist sei, der die Wüste vor Bösem schütze.
In Helmers Home, am Rande des Llano, treffen sich allerhand Westmänner (Jemmy, Davy, Hobble-Frank, Juggle-Fred, Old Shatterhand). Später treffen sie auch noch auf Winnetou. Sie beschließen, gemeinsam einen Auswandererzug auf seinem Weg durch die Wüste vor den Schurken zu beschützen. Unterstützt werden sie von dem jungen Comanchen Schiba-bigk, der die Ermordung seines Vaters rächen will.
Die Llano-Geier werden einer nach dem anderen erwischt und getötet.
Der „Geist“ entpuppt sich als Bloody-Fox, der als Kind blutend und ohne Erinnerung im Llano neben seinen ermordeten Eltern gefunden wurde. Er kennt eine geheime Oase mitten im Llano, die den Ausgangspunkt seiner Rachezüge bildet.

## Ausgaben

### Zeitschriftenfassung
Die Jugenderzählung erschien von Februar bis September 1888 im zweiten, 52 Nummern umfassenden, Jahrgang dieser Zeitschrift unter dem fehlerhaften Titel Der Geist der Llano estakata. Das Versehen geht vermutlich auf den Verleger Wilhelm Spemann bzw. den Setzer zurück. May schrieb korrekt „estakado“. (Der fehlerhafte Titel wurde in der Buchausgabe korrigiert.)
Im Gegensatz zum Vorgängerroman Der Sohn des Bärenjägers wurde diese Jugenderzählung – aus Zeitgründen – nicht illustriert.

### Buchausgaben
Für die Buchausgabe schlug Verleger Wilhelm Spemann May eine Verschmelzung der beiden Texte (Bärenjäger & Geist) vor. May lehnte das ab.
Letztlich wurden nur geringfügige Änderungen vorgenommen, wobei bis heute nicht eindeutig geklärt werden konnte, ob sie vom Verlag oder von Karl May durchgeführt wurden. Neben der Aufteilung in neun Kapitel wurden einige Zeilen gestrichen. Die Änderungen betragen ca. fünf Buchseiten.
Hinweise zu den Streichungen enthält die Konkordanz im Reprint der Karl-May-Gesellschaft.
Der Autor des Vorwortes ist nicht genannt.
Seit 1914 ist die Erzählung im Band 35 von Karl May’s Gesammelten Werken enthalten.

## Dramatisierungen
Da der Titel des Doppelbandes „Unter Geiern“ auch durch die gleichnamige Verfilmung sehr populär ist, nutzen Freilichtbühnen meistens diesen als Obertitel, wenn sie einen der beiden enthaltenen Einzelromane „Der Sohn des Bärenjägers“ oder eben „Der Geist des Llano estacado“ auf die Bühne bringen.
Folgende Inszenierungen basieren auf dem Llano-Roman:
- Unter Geiern (Elspe 1972)[12] (Uraufführung)
- Unter Geiern – Der Geist des Llano Estacado (Bad Segeberg 1973)[13]
- Unter Geiern (Elspe 1990)[14] (stark überarbeitete Fassung, mehrfach leicht bearbeitet wieder aufgenommen: 1995[15], 2002[16], 2014[17])
- Unter Geiern (Staatz 1990)[18]
- Unter Geiern (Ratingen 1991)[19]
- Unter Geiern – Der Geist des Llano Estacado (Bad Segeberg 1998)[20]
- Unter Geiern – Der Geist des Llano Estacado (Bad Segeberg 2014)[21]
- Unter Geiern – Der Geist des Llano estacado (Mörschied 2002)[22]
- Unter Geiern – Der Geist des Llano estacado (Bischofswerda 2007)[23]
- Unter Geiern (Dasing 2012)[24]

## Vertonungen
Sowohl Maritim als auch Europa adaptierten die Jugenderzählung als Hörspiel. Das erste Hörbuch wurde 2007 von Radioropa veröffentlicht.